# Хартвег, Никлас
Никлас Хартвег (норв. Niklas Hartweg; род. 1 марта 2000 года в Карлсруэ, Германия) — швейцарский биатлонист. Призёр этапов Кубка мира в личной и эстафетных гонках, чемпион мира среди юниоров.

## Карьера

### Сезон 2022/2023
На первом этапе Кубка мира сезона 2022/2023 в Контиолахти Никлас Хартвег впервые в карьере поднялся на подиум, заняв второе место в индивидуальной гонке.
Вместе с партнёршей по сборной Эми Базергой дважды был на подиуме в одиночной смешанной эстафете. В Поклюке швейцарцы заняли третье место, на этапе Кубка мира в Нове-Место выиграли серебряную медаль.

### Участие в Олимпийских играх
| Год  | Место проведения | Спринт | Гонка преследования | Индивидуальная гонка | Масс-старт | Смешанная эстафета | Эстафета |
| ---- | ---------------- | ------ | ------------------- | -------------------- | ---------- | ------------------ | -------- |
| 2022 | Пекин            | 37     | 38                  | 56                   | —          | —                  | 14       |

### Участие в чемпионатах мира
| Год  | Место проведения | Спринт | Гонка преследования | Индивидуальная гонка | Масс-старт | Эстафета | Смешанная эстафета | Сингл-микст |
| ---- | ---------------- | ------ | ------------------- | -------------------- | ---------- | -------- | ------------------ | ----------- |
| 2021 | Поклюка          | 50     | 48                  | —                    | —          | 11       | —                  | —           |
| 2023 | Оберхоф          | 25     | 17                  | 6                    | —          | 6        | 7                  | —           |